# Antípodas

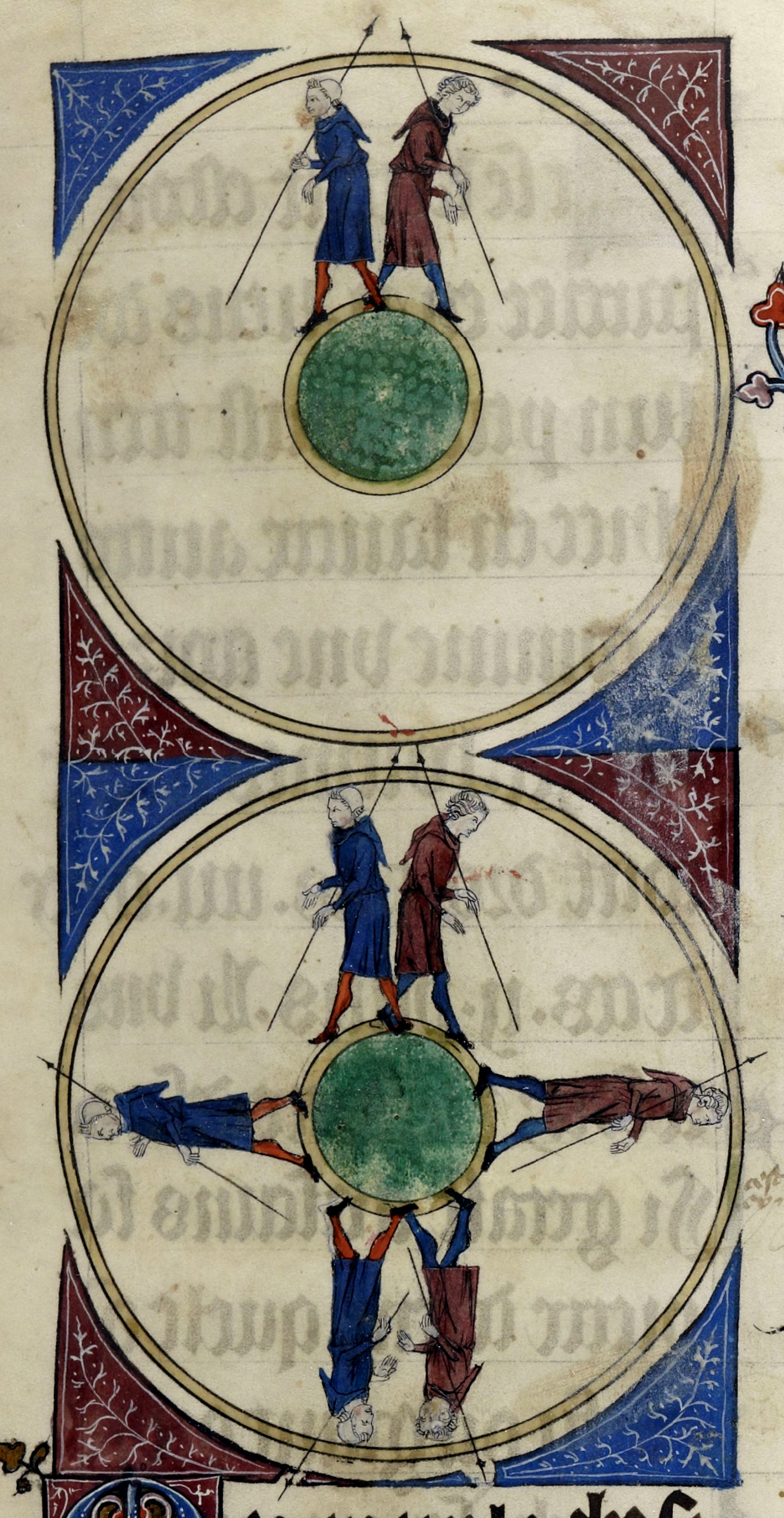
Dos personas que caminan alrededor de la Tierra, una hacia el este y la otra al oeste. Vuelven a encontrarse en las antípodas del punto de partida. Ilustración del poema L’Image du monde (c. 1246) de Gautier de Metz.

 En geografía y geodesia la antípoda es el lugar de la superficie terrestre situado diametralmente opuesto a otro. Sus longitudes geográficas tienen una diferencia de 180°, por lo que las horas del día en cada punto tienen una diferencia de doce horas aproximadamente. Sus latitudes son simétricas; es decir, la distancia al ecuador es la misma, pero en el otro hemisferio, por lo que las estaciones del año de cada lugar son opuestas. La distancia entre ellos es la mayor distancia a la que pueden estar dos puntos en la superficie de la Tierra, 20 000 km aproximadamente. La línea recta que los une es una línea imaginaria que pasa por el centro de la Tierra y tiene unos 12 740 km.

## Etimología y gramática
La palabra proviene del griego ἀντίποδες (antípodes), compuesta de anti: opuesto y pous: pie. Se refería a las personas que tienen sus pies opuestos a los de otro. De aquí que antípoda puede referirse al lugar o a la persona que habita dicho lugar.
Según el Diccionario de la lengua española, editado por la Real Academia Española, se utiliza tanto para lugares como para personas, y puede funcionar como adjetivo, sustantivo o adverbio. En todo caso, es una palabra de una sola terminación, válida para ambos géneros gramaticales. Es decir, son válidas el antípoda, la antípoda y sus plurales.

## Historia

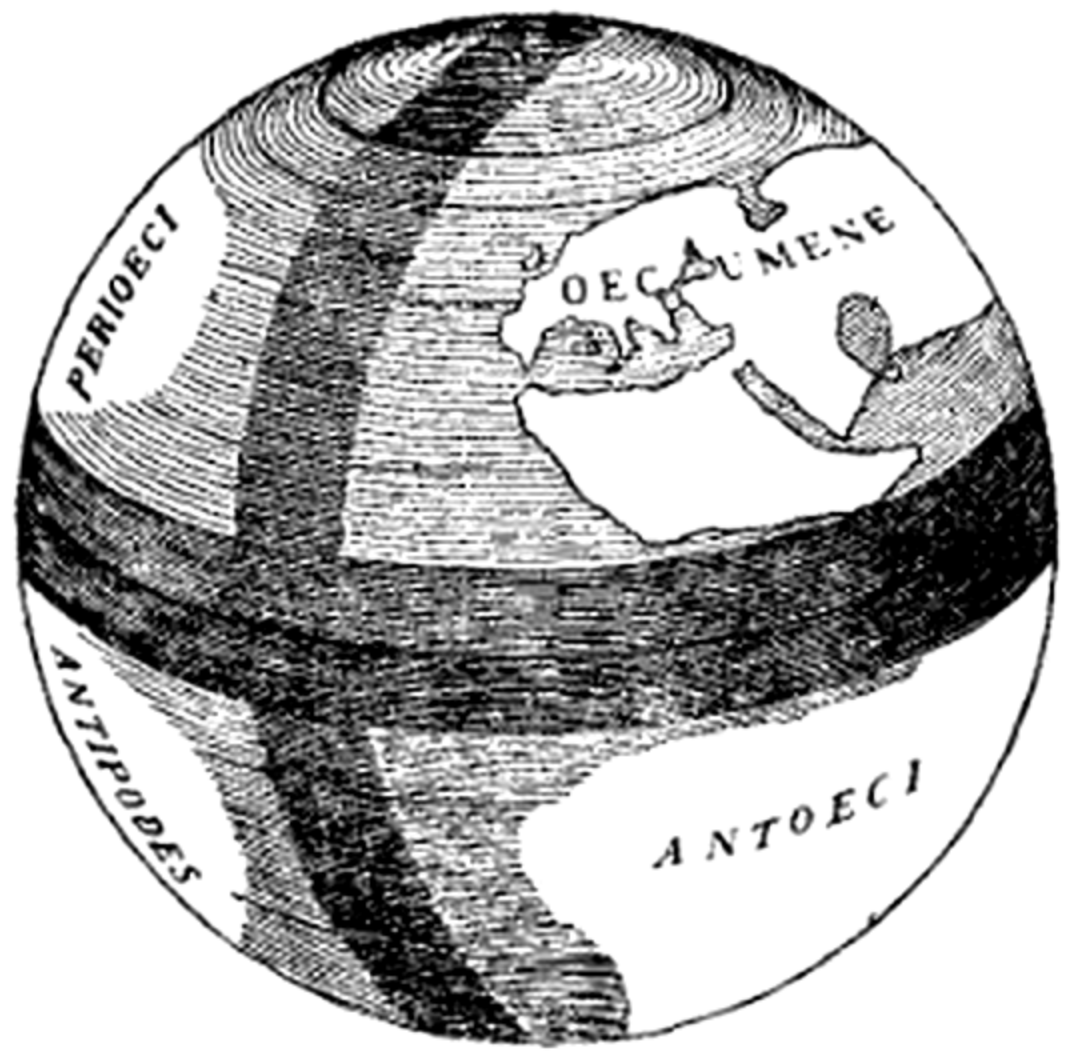
Ilustración del globo de Crates, según la Enciclopedia Británica de 1911. Textos en latín.

El concepto de antípoda nace durante la antigüedad clásica en Grecia. Desde el siglo VI, las tierras conocidas eran: Europa, parte de Asia y norte de África, conjunto al que se denominaba Ecúmene y que se suponía rodeado de una masa de agua llamada Océano. Establecida la premisa de la esfericidad de la Tierra y constatado que el Ecúmene se ubica en el hemisferio norte, comienza a discutirse la posibilidad de que exista tierra firme habitable o habitada en el sur. 
El término antípoda aparece por primera vez en una obra de Platón, Timeo (siglo IV a. C.). Allí el término es utilizado como adjetivo para calificar a las tierras ubicadas del otro lado del Ecúneme. Otro nombre que recibieron estas tierras fue terra australis ignota, así la llamaron Aristóteles (s. IV a. C.) y Eratóstenes (s. III a. C.). La necesidad de unas masas de tierra firme en el hemisferio sur como contraparte de las del norte respondía al principio de simetría y balance, muy importante en el mundo erudito griego de la época.
En esa misma época se establece la división de la Tierra en zonas climáticas, recuperada por Aristóteles, entre otros. Según estas ideas, la tierra tenía zonas templadas habitables, separadas por una zona tórrida ecuatorial que imaginaban inhabitable. El Ecúmene estaría en la zona templada del norte, quedando abierta la posibilidad de otra zona templada habitable o habitada en el sur.
En el siglo II a. C. Crates de Malos construyó un globo terráqueo en el que el mundo estaba dividido por dos cintas oceánicas que lo rodeaban y se cruzaban entre sí: una, alrededor del ecuador; y otra, pasando por los polos. Entre estos océanos, había cuatro masas terrestres: el Ecúmene, al noreste; el Perieco, en el noroeste; el Anteco, al sudeste; y el Antípodas, situado en la zona austral pero en el hemisferio occidental, diametralmente opuestas al Ecúmene.

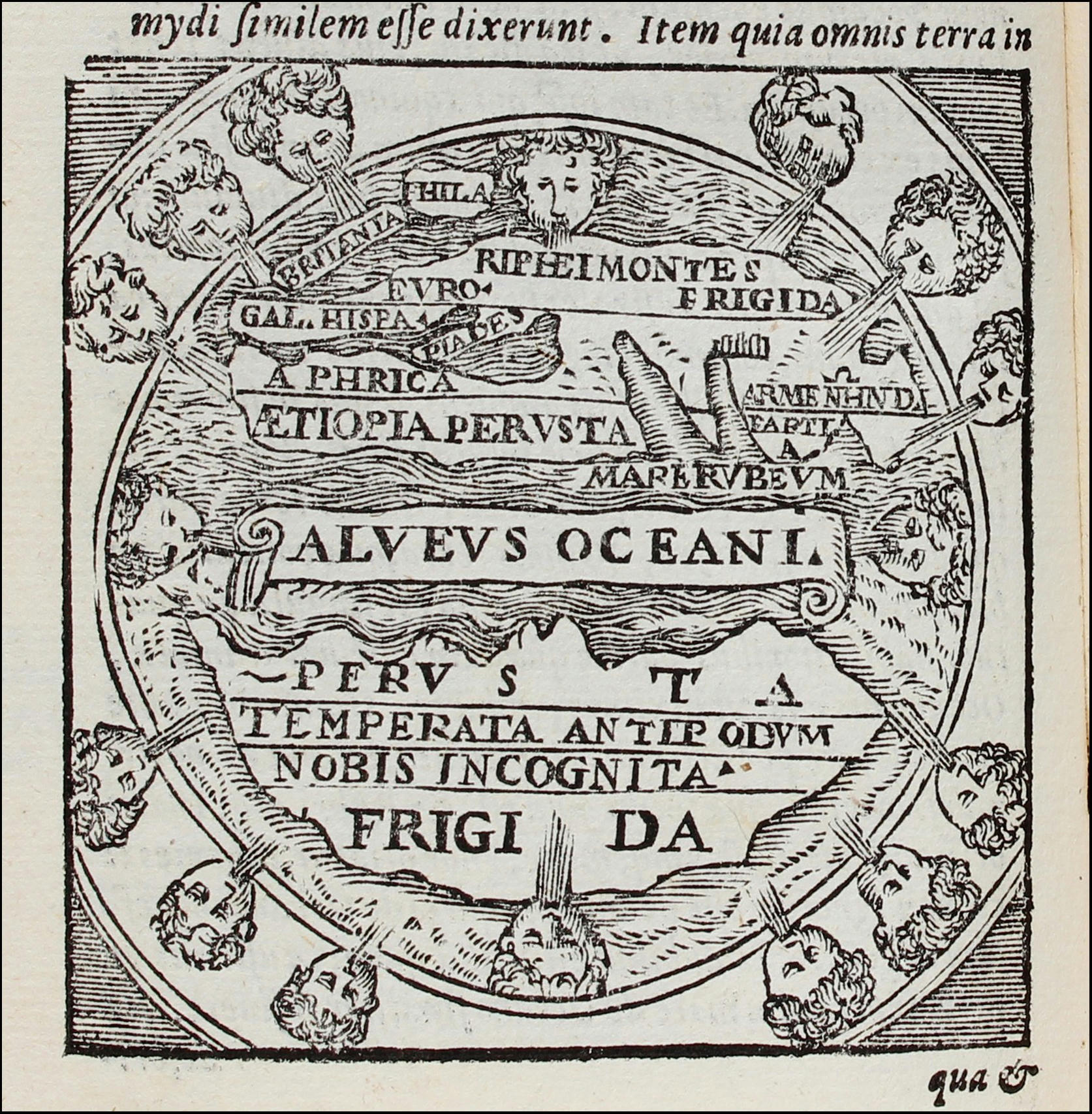
Mapa esquemático de Macrobio. Muestra dos regiones distintas de la tierra. El continente Afro-Eurasiático habitado estaba equilibrado por una masa igual de tierra desconocida que incluye una zona templada (Temperata Antipodum Nobis Incognita) y una tórrida e intransitable (Perusta) y una helada (Frigida) separada por un gran mar hirviente (Alveus Oceani).

En la Edad Media, se reavivó el debate acerca de la posibilidad de la existencia de habitantes en las antípodas. En el s. IV Macrobio contribuyó a difundir las ideas de Crates a las que incorporó la noción de zonas climáticas. Agustín de Hipona (s. IV y V) argumentó en contra de que hubiera habitantes en las antípodas (antíctonos). La existencia de gente a la que se suponía separada por zonas infranqueables era muy difícil de reconciliar con la visión cristiana de una humanidad unificada, descendiente de una misma pareja original y redimida por un solo Jesucristo. 

Pero sobre la fábula de que existen los Antípodas, es decir, hombres que viven en el lado opuesto de la tierra, donde el sol se levanta cuando para nosotros se pone, hombres que caminan con sus pies opuestos a los nuestros, eso no es creíble en modo alguno. Y, ciertamente, no se afirma que se haya aprendido tal cosa por conocimiento histórico, sino por conjetura científica [...]
Agustín de Hipona

El conocimiento histórico (empírico) que reclamaba Agustín llegaría con las exploraciones y conquistas europeas que tuvieron su auge en los siglos XV y XVII a través de las cuales se termina de configurar la idea del mundo que tenemos hoy.

## Definición geométrica

Una esfera con centro en C y 4 pares de antípodas. El punto P′ es antípoda de P. Análogamente con H y H′, Z y Z′ y W y E. Se observa que cada par está alineado con el centro de la esfera. La circunferencia color beige es un círculo máximo. P y H no son antípodas entre sí.

Una recta que pasa por el centro de una circunferencia, la interseca en dos puntos. Entre esos dos puntos estará definido el diámetro de la circunferencia. Se dice que los puntos están diametralmente opuestos. 
Lo mismo vale para el caso en una esfera.  Se les llama antípodas a los puntos diametralmente opuestos de una esfera. Como propiedades, se observa que cada punto de la esfera tiene un antípoda además, los dos puntos antipodales y el centro de la esfera, están alineados.

## Geografía de las antípodas

### Cálculo de coordenadas
Las coordenadas geográficas son un sistema de coordenadas que permite que cada punto de la Tierra sea especificado por un conjunto de números y letras. Las coordenadas de posición horizontal son la latitud y longitud, un sistema de coordenadas esféricas cuyo centro es el centro de la Tierra y suelen expresarse en grados sexagesimales y a continuación el hemisferio al que pertenece: Norte o Sur, para la latitud y Este u Oeste para la longitud. Ejemplo: la ciudad de Pekín, China tiene coordenadas: 40° N 116° E. 
Para obtener las coordenadas geográficas de la antípoda de un punto P el procedimiento es:
- Latitud de la antípoda = Latitud del punto P con el hemisferio invertido. (Norte por Sur o viceversa)
- Longitud de la antípoda = 180° - Longitud del punto P con el hemisferio invertido (Este por Oeste o viceversa).

Ejemplo: cálculo de la antípoda de Pekín. (40° N 116° E) 
La latitud de la antípoda será: 40° S.
Para calcular la longitud hacemos: 180 − 116 = 64
La longitud de la antípoda será: 64° O.
La antípoda de Pekín está en 40° S 64° O y es un punto ubicado en el departamento Conesa, Provincia de Río Negro, Argentina)

### Características geodésicas y geográficas
Una región de la Tierra y su antípoda compartirán similitudes y diferencias geográficas y geodésicas notables, por el solo hecho de serlo. Los puntos anteco y perieco compartirán alguna de ellas.
Distancia entre sí
Viajando por la superficie de la Tierra, la distancia entre dos antípodas es de 20 000 km aproximadamente. Es la mayor distancia posible entre dos puntos de la superficie terrestre. 
Dados dos puntos cualesquiera de la superficie terrestre, la distancia más corta entre ellos contenida en la superficie se llama geodésica u ortodrómica. Esta pertenece al círculo máximo. Cada par de puntos no antipodales tiene un único círculo máximo asociado. Dichos puntos dividen este círculo en dos arcos de longitud distinta, el menor de los cuales es la ortodrómica. Esto es utilizado para diseñar las rutas áreas. Por ejemplo, el camino más corto entre Roma y Los Ángeles pasa por Groenlandia ya que ese el recorrido más corto. Algo que puede sorprender si se intenta trazar una recta en un planisferio en proyección Mercator, por ejemplo.
Si los puntos son antípodas entre sí, por ellos pasan infinitos círculos máximos, que resultan divididos en dos semicircunferencias iguales, cada una con una longitud igual a la mitad del perímetro terrestre, es decir, la mayor distancia posible entre dos puntos en la superficie terrestre. Por esto es que se dice que las antípodas son los pares de puntos de la Tierra más alejados entre sí una distancia media de 20 015 km (calculado con el radio medio terrestre). Dado que la Tierra no es una esfera perfecta, las mayores distancias corresponden a antípodas ubicadas sobre el ecuador y son 20 037 km. Los polos están a una distancia de 19 970 km.
Hora del día
Por tener una diferencia de longitud de 180°, las antípodas tendrán una diferencia horaria de 12 horas. Este valor es exacto a lo que se refiere al tiempo solar: cuando en uno es la medianoche solar, en el otro es el mediodía solar. Pero es aproximado con respecto al tiempo civil que implica distorsiones en los husos horarios. Esta característica también la tiene el perieco de un punto.
Estación del año
Por estar en hemisferios diferentes, las antípodas que se encuentran por fuera de la zona intertropical tendrán estaciones opuestas: Invierno/verano - Otoño/primavera.
Duración de los días y las noches

Duración del día, el 21 de junio, según la latitud.

El alargamiento y acortamiento relativos de los días y las noches a través de las estaciones del año es similar en todas las latitudes donde esto ocurre.
Más allá de su comportamiento relativo, la duración absoluta de los días y noches y su diferencia aumenta con la latitud. Se usará como ejemplo el 21 de junio, el día más largo en el hemisferio norte. En el trópico de Cáncer (23,5° N), la duración del día es de 13,5 horas y la de la noche, 10,5 horas; su diferencia es 3 horas. En una latitud de 50° N, la duración del día será de 16 horas y la de la noche, de 8 horas; su diferencia es 8 horas.
Por la simetría de la Tierra, este aumento de la diferencia de la duración del día y de la noche sucede de la misma manera tanto si nos alejamos del ecuador hacia el norte o hacia el sur. Por esto, al estar en latitudes equivalentes la duración del día y de la noche más largos del año, es la misma para dos puntos que sean antípodas entre sí. Obviamente estos sucederán en momentos diferentes del año, los solsticios equivalentes de cada hemisferio. Lo mismo se puede decir del día y la noche más cortos. Para comparar con el ejemplo, tomamos la antípoda del trópico de Cáncer, es decir, el trópico de Capricornio (23,5° S). En el hemisferio sur, el día más largo es el 21 de diciembre. Su duración será también de 13,5 horas y la de la noche, 10,5 horas.
Además por tener las estaciones invertidas, en cada momento del año la duración del día en un lugar es la misma que la duración de la noche en su antípoda. En el ejemplo, del mismo 21 de junio, en el trópico de Capricornio (23,5° S), la duración del día es de 10,5 horas y la de la noche, 13,5 horas.
Clima
Dado que la latitud es uno de los factores que determinan el clima y que las antípodas tienen latitud equivalente (la misma distancia al ecuador pero en el otro de hemisferio), estas tendrán un clima aproximadamente similar. Las diferencias vendrán asociadas al resto de los factores.
Uno de los factores más importantes que explican la variación del clima con la latitud es la insolación, que es la cantidad de energía en forma de radiación solar que llega a un lugar de la Tierra. Esta variación está asociada al ángulo de inclinación con que esta radiación incide en la superficie terrestre. Por la simetría de la Tierra y de sus movimientos, dos puntos que son antípodas entre sí, tendrán la misma insolación anual, es decir la suma de las insolaciones de todos los días de un año.
Lo descrito en cuanto a estación del año, duración de días y noches y clima, vale también para el anteco de un punto.

## Antípodas notables
La mayor parte de las antípodas de los continentes, está en el océano. Esto se debe a que el 71 % de la superficie de la Tierra está cubierta por océanos y además las zonas de tierra firme están aproximadamente concentradas en un hemisferio continental y su opuesto es el hemisferio oceánico. La tabla siguiente muestra las antípodas oceánicas de la mayor parte de los continentes y sub-continentes. 
| Continente                                    | Antípoda                                                     |
| --------------------------------------------- | ------------------------------------------------------------ |
| África                                        | Océano Pacífico central                                      |
| América del norte, América Central y Antillas | Océano Índico y Océano Antártico                             |
| Antártida                                     | Océano Ártico                                                |
| Asia                                          | Océano Pacífico sur, Océano Atlántico sur y Océano Antártico |
| Australia                                     | Océano Atlántico norte                                       |
| Europa                                        | Océano Pacífico sur                                          |

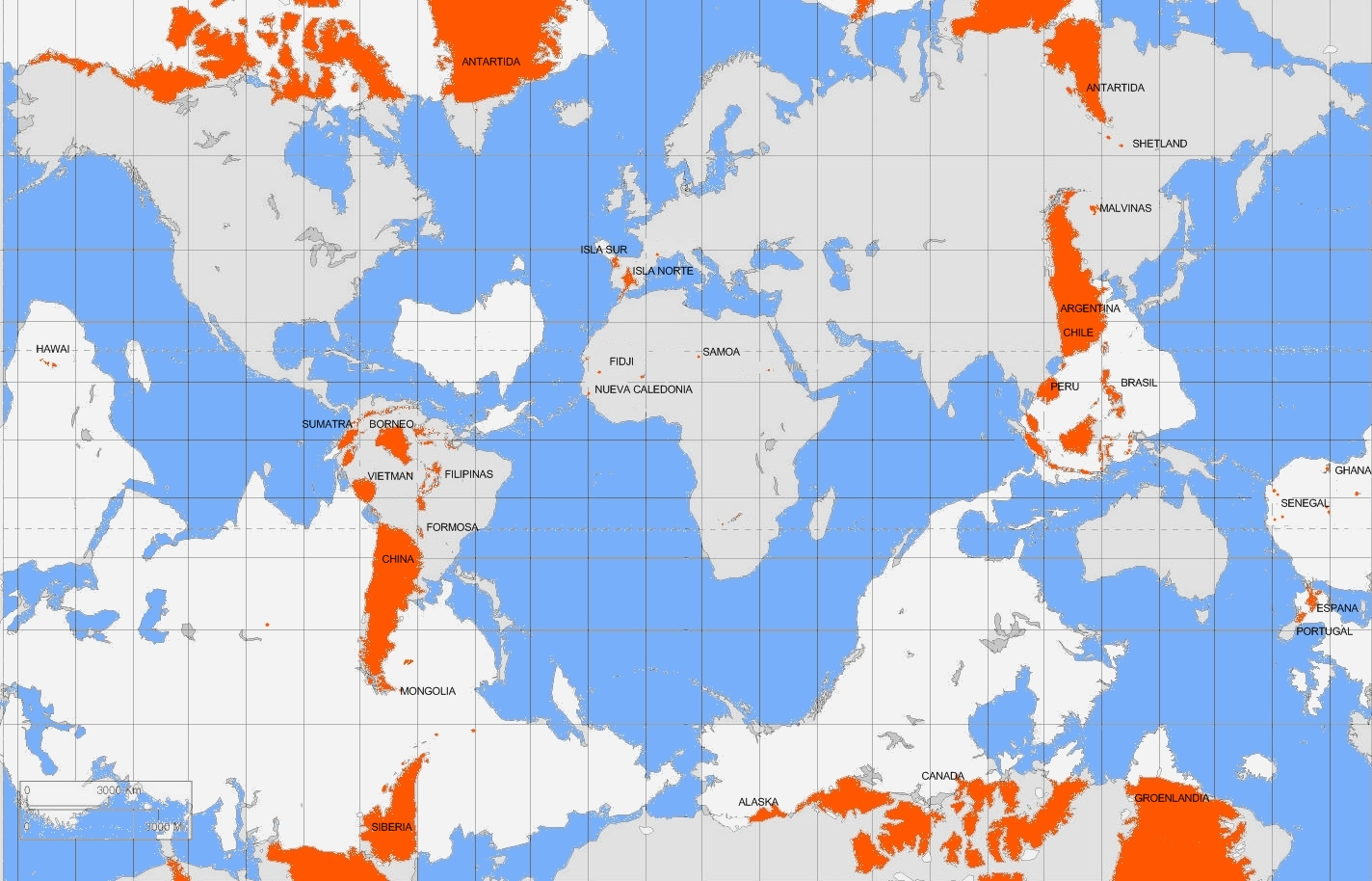
Planisferio superpuesto con otro igual pero invertido. Este procedimiento permite ver las tierras emergidas que son antípodas entre sí (en color anaranjado). En color blanco y gris aparecen las tierras emergidas con antípodas en el océano, que aparece en color azul.

Como la antípoda es el punto más alejado de otro en la superficie, para que un mismo cuerpo (continental u oceánico) contenga dos puntos antipodales entre sí debe ser enorme. El único que cumple con esta condición en la Tierra es el océano Pacífico. Se trata de dos golfos del sudeste asiático que tienen sus antípodas en las costas de Perú y Chile. El golfo de Tonkin, en las costas de Vietnam y China tiene antípoda en el golfo de Arica. El golfo de Tailandia, la tiene en las costas centrales de Perú.

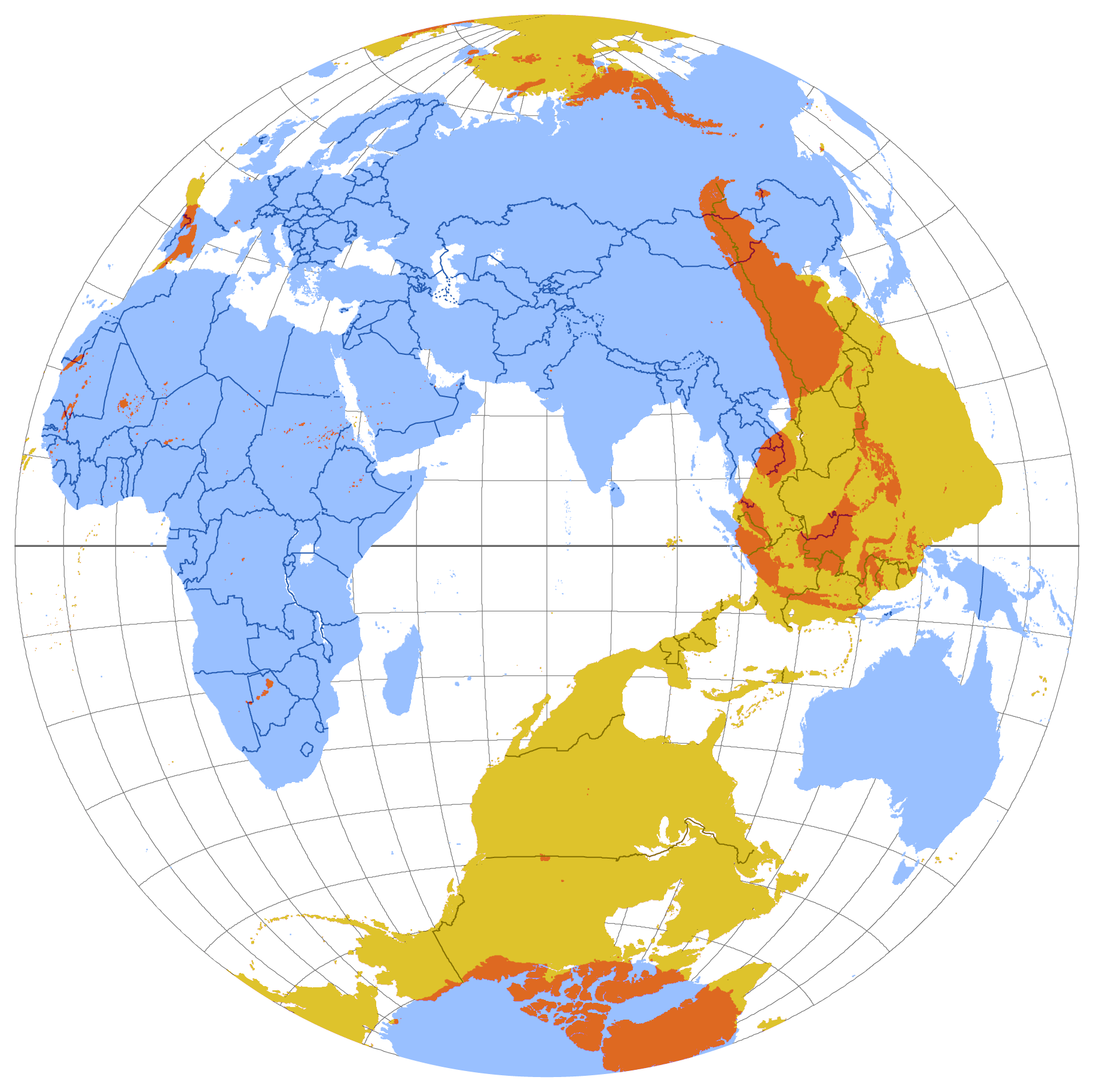
Representación del globo terrestre. Las antípodas en tierra firme en color naranja.

Las islas Antípodas son un archipiélago deshabitado situado a unos 850 kilómetros al sudeste de Nueva Zelanda. El capitán Henry Waterhouse, de la Marina real británica, llegó a estas islas por primera vez en 1800. Su nombre se debe a que los ingleses las consideraron las antípodas de Gran Bretaña, aunque realmente sus antípodas están mayormente en el Canal de la Mancha cerca a las costas de la Baja Normandia, al norte Francia. La coincidencia en tierra firme se da solo en la Punta de Barfleur

### Antípodas en tierra firme

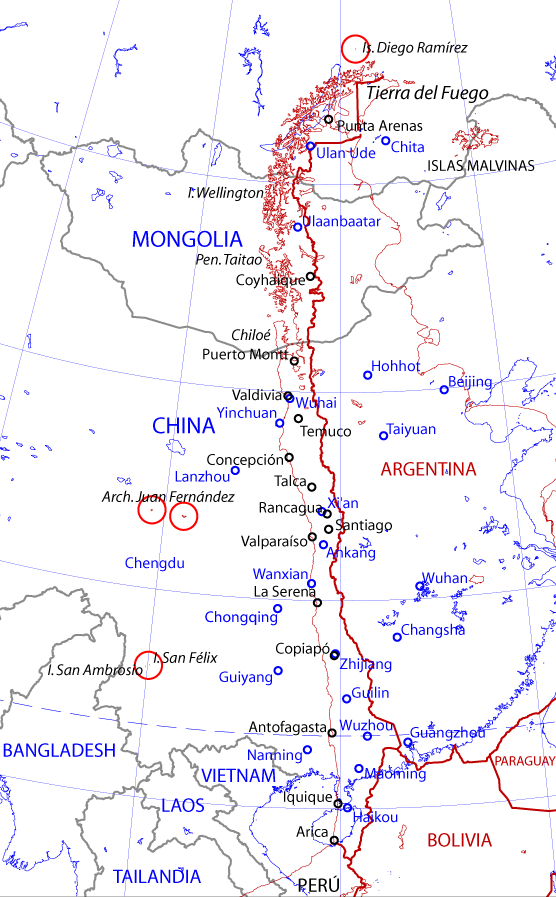
Dos mapas superpuestos: En azul, el de Asia oriental, con el norte hacia arriba y en rojo el de América del Sur, invertido. Muestra las ciudades de Asia y Chile y se pueden apreciar las que tienen antípodas cercanas.

La superficie de tierra firme que tiene su antípoda en también tierra firme es solo un muy pequeño porcentaje de la superficie del planeta.
Las mayores zonas de tierra firme que tienen su antípoda en tierra firme son: 
- el sur y el oeste de Sudamérica con antípoda en Asia oriental,
- las tierras árticas con antípoda en la Antártida, y
- la península ibérica con antípoda en Nueva Zelanda.

La tabla siguiente, muestra las antípodas por país o región.
| Hemisferio occidental                       | Hemisferio oriental                                     |
| ------------------------------------------- | ------------------------------------------------------- |
| Península Antártica                         | Rusia                                                   |
| Argentina y Chile                           | Sur de Rusia, Mongolia y China                          |
| Paraguay                                    | Taiwán                                                  |
| Bolivia                                     | Filipinas                                               |
| Perú                                        | Indochina (Camboya, Vietnam, Laos, Tailandia y Malasia) |
| Brasil                                      | Filipinas, Indonesia y Malasia                          |
| Colombia, Ecuador, Venezuela y las Guayanas | Indonesia                                               |
| Canadá y Groenlandia                        | Antártida                                               |
| España, Portugal y Marruecos                | Nueva Zelanda                                           |

#### Ciudades antípodas
Así como las antípodas en tierra firme son un pequeño porcentaje de la superficie terrestre, el hecho de que una ciudad tenga como antípoda otra ciudad (o similar), es especialmente notable ya que la superficie del terreno (continental) ocupado artificialmente es el 0,6 %.
En la tabla siguiente se muestran las ciudades más importantes, su antípoda y población y la distancia entre el punto antipodal del centro de una y el centro de la otra. Solo se muestran cuando las distancias son menores que 20 km.
Referencias:
* Las antípodas de la localidad menor están completamente contenidas en la mayor.
+ Las antípodas de la localidad menor están ubicadas en el área metropolitana de la mayor, con coincidencias entre zonas urbanas.
- Solo coinciden en el área periurbana. 
| Hemisferio occidental       | Hemisferio occidental | Hemisferio occidental | Hemisferio oriental | Hemisferio oriental | Hemisferio oriental |                | |               |
| Localidad                   | País                  | Habitantes            | Localidad           | País                | Habitantes          | Distancia (km) | Observaciones                                                                                        | Referencia    |
| --------------------------- | --------------------- | --------------------- | ------------------- | ------------------- | ------------------- | -------------- | --- | ------------- |
| Viale                       | Argentina             | 9 641                 | Changzhou           | China               | 4 592 431           | 1              | - |               |
| Esmeraldas                  | Ecuador               | 154 035               | Padang              | Indonesia           | 902 413             | 1              | | [ 27 ] [ 28 ] |
| Machachi                    | Ecuador               | 16 515                | Pekanbaru           | Indonesia           | 855 221             | 1              | | [ 29 ]        |
| Las Varillas                | Argentina             | 16 238                | Hefei               | China               | 7 457 027           | 1              | * | [ 30 ]        |
| San Martín de Valdeiglesias | España                | 8 298                 | Palmerston North    | Nueva Zelanda       | 82 100              | 1              | * | [ 31 ]        |
| Alaejos                     | España                | 1 389                 | Wellington          | Nueva Zelanda       | 179 463             | 1              | * | [ 32 ]        |
| Neiva                       | Colombia              | 488 927               | Palembag            | Indonesia           | 1 548 064           | 3              | | [ 33 ]        |
| Ávila                       | España                | 58 149                | Levin               | Nueva Zelanda       | 19 550              | 3              | - | [ 34 ]        |
| Gálvez                      | Argentina             | 19 309                | Nankín              | China               | 6 320 000           | 4              | * | [ 35 ] [ 36 ] |
| Guayabal                    | Venezuela             | 25 000                | Malang              | Indonesia           | 780 000             | 4              | + | [ 37 ]        |
| Chincha Alta                | Perú                  | 63 671                | Siem Rep            | Camboya             | 147 866             | 5              | + El centro de la ciudad peruana tiene una antípoda exacta en Angkor, un famoso conjunto de templos. | [ 38 ]        |
| Foz                         | España                | 9 931                 | Chistchurch         | Nueva Zelanda       | 362 000             | 10             | + La desembocadura de los ríos Avon y Heathcote es antípoda exacta de la ría de Foz.                 | [ 39 ]        |
| Tánger                      | Marruecos             | 974 000               | Whangarei           | Nueva Zelanda       | 57 700              | 12             | - | [ 40 ]        |
| Córdoba                     | España                | 325 916               | Hamilton            | Nueva Zelanda       | 145 600             | 13             | | [ 41 ]        |
| Puerto Natales              | Chile                 | 21 477                | Ulán-Udé            | Rusia               | 431 922             | 13             | + |               |
| Rafaela                     | Argentina             | 92 945                | Wuhu                | China               | 3 842 100           | 13             | + | [ 42 ]        |
| Junín                       | Argentina             | 87 509                | Lianyungang         | China               | 4 790 000           | 15             | + |               |
| Valdivia                    | Chile                 | 166 080               | Wuhai               | China               | 427 553             | 15             | + Los ríos Calle-Calle y Amarillo tienen una antípoda exacta cerca de estas ciudades.                | [ 43 ]        |
| Oiba                        | Colombia              | 5 547                 | Yakarta             | Indonesia           | 9 769 000           | 17             | + | [ 44 ]        |

#### Correspondencia entre divisiones administrativas
Ver: Anexo: Antípodas notables
| Hemisferio Occidental                                               | Hemisferio Oriental                                                                                            |
| ------------------------------------------------------------------- | --- |
| Jujuy (Argentina)                                                   | Provincia de Cantón, Macao y Hong Kong (China)                                                                 |
| Formosa (Argentina)                                                 | Estrecho de Taiwán                                                                                             |
| Catamarca (Argentina)                                               | Hunan (China)                                                                                                  |
| Salta, Tucumán y Santiago del Estero (Argentina)                    | Jiangxi (China)                                                                                                |
| Centro y oeste de Chaco (Argentina)                                 | Fujian (China)                                                                                                 |
| San Juan y La Rioja (Argentina)                                     | Hubei (China)                                                                                                  |
| Oeste de Corrientes y norte de Santa Fe (Argentina)                 | Zhejiang (China)                                                                                               |
| Córdoba (Argentina)                                                 | Anhui (China)                                                                                                  |
| San Luis y norte de Mendoza (Argentina)                             | Henan (China)                                                                                                  |
| Entre Ríos, sur de Santa Fe y noroeste de Buenos Aires (Argentina)  | Jiangsu (China)                                                                                                |
| Centro de Buenos Aires y noreste de La Pampa (Argentina)            | Shandong (China)                                                                                               |
| Norte de la Patagonia Argentina                                     | Noroeste de Shaanxi, Shanxi, Hebei, Tianjin y Pekín (China)                                                    |
| Sur de Neuquén y Río Negro y Noreste de Chubut (Argentina)          | Faja central de Mongolia Interior (China)                                                                      |
| Oeste y sur de Chubut y norte de Santa Cruz (Argentina)             | Oeste de Mongolia (provincias de Dornogovĭ, Hentiy y oeste de Sühbaatar y Dornod)                              |
| Centro de Santa Cruz (Argentina)                                    | Sudoeste del Krai de Zabaikalie (Siberia rusa)                                                                 |
| Sur y sudoeste de Santa Cruz y Tierra del Fuego (Argentina),(Chile) | República de Buriatia en la Federación Rusa (Siberia)                                                          |
| Comunidad de Madrid (España)                                        | Sudoeste de la región de Manawatu-Wanganui (Isla Norte de Nueva Zelanda), localidad de Dannevirke entre otras. |
| Centro de Andalucía (España)                                        | Regiones de Auckland y Waikato (Isla Norte de Nueva Zelanda)                                                   |
| Centro-Sur de Castilla y León (España)                              | Región de Wellington (Isla Norte de Nueva Zelanda)                                                             |
| Gibraltar y Región de Tánger-Tetuán (Marruecos)                     | Región de Northland (Isla Norte de Nueva Zelanda)                                                              |

## Experiencias y proyectos de vinculación

### Argentina
El Concejo Municipal de la localidad de Gálvez, declaró de Interés Educativo, Cultural y Económico la iniciativa denominada Proyecto Antípodas (en chino: 对跖点项目), impulsada por Juan Bender. Que aprovecha la situación antipodal con la ciudad de Nankín con la que pretende tener lazos sociales, culturales y económicos. El proyecto incluye desde carteles ubicados en puntos estratégicos de ambas localidades, con fotos y códigos QR, hasta la instalación de cabinas interactivas en puntos de coincidencia antipódica perfecta.

### Corea
El proyecto de escultura Hombre que saluda (Greetingman, en inglés, 그리팅맨 en coreano) del artista coreano Yoo Young-ho, intenta representar la reunión, el homenaje, el respeto, la reconciliación y la paz que sobrepasan los límites impuestos entre las diferentes culturas y orígenes raciales, según se expresa en la fundamentación de la obra. Entre otras zonas significativas, como la frontera entre las dos Coreas, el proyecto incluye una estatua en Uruguay, por ser la antípoda de Corea. En realidad, los dos países tienen unas pequeñas zonas de tierra firme que son antípodas entre sí. La isla de Jeju, al sur de la península, donde está ubicada una de las estatuas tiene antípodas en el norte del departamento uruguayo de Rocha y el sur de estado brasilero de Río Grande del Sur, alrededor de la laguna Merín. La estatua uruguaya está en su capital, Montevideo, que no tiene antípoda en tierra firme. 

### Chile
En el marco de la Exposición Universal de Shanghái de 2010, la empresa RioLab presentó, en el pabellón de Chile, una instalación llamada Pozo de las antípodas, estructurado a partir del concepto de conectividad entre Chile y China, posibilitando una conversación en vivo, las 24 horas, durante seis meses. Consistía en una pantalla ubicada al final de un pozo, materializando el famoso experimento mental para encontrar la antípoda.

### España
En el marco de la Marcha mundial por la paz y la no violencia de 2009 el ayuntamiento de Alaejos (provincia de Valladolid, España), promovió una campaña denominada: Alaejos-Wellington, antípodas por la paz, ya que es la antípoda exacta de la ciudad neozeolandesa; la que, a su vez, es el punto de inicio de la mencionada marcha. La localidad española participó activamente en la Marcha y pretendió que el lazo de unión de dos ciudades antípodas sea un símbolo al conectar el planeta desde estos dos puntos tan lejanos en la distancia como cercanos por un fin común, la paz en el mundo.

## En la cultura

### Literatura
- Doblaje del peruano Julio Ramón Ribeyro, es un cuento fantástico del libro Cuentos de circunstancias de 1958. En el inicio del cuento el personaje lee un proverbio o aforismo que dice «Todos tenemos un doble que vive en las antípodas. Pero encontrarlo es muy difícil porque los dobles tienden siempre a efectuar el movimiento contrario» Luego de un minucioso estudio cree comprobar que la antípoda de Londres es la ciudad de Sídney. A partir de ahí comienza la aventura de este personaje obsesionado por conocer a su supuesto doble.[53][54]

### Cine
- ¡Vivan las antípodas! del director independiente ruso Victor Kossakovsky, es un largometraje del género documental, coproducción alemana-argentina-neerlandesa-chilena del año 2011, que recorre 4 sitios antipodales: Entre Ríos (Argentina) y Shanghái (China), Hawái y Botsuana, el lago Baikal (Siberia rusa) y el sur de Chile.[55][56]